# Gizela Szancerowa
Gizela Szancerowa (ur. 20 listopada 1908 w Kleczy Dolnej, zm. 31 stycznia 2005 w Niemczech) – polska historyk sztuki, dyrektorka Centralnego Biura Wystaw Artystycznych „Zachęta” w latach 1954–69, zaprzyjaźniona z artystami z kręgu Grupy Krakowskiej.

## Życiorys
Była najmłodszym z czworga dzieci kupca Hermana Hupperta (jej nazwisko panieńskie) i Leonory (z domu Reich). Ukończyła prywatne Żydowskie Gimnazjum Koedukacyjne w Krakowie. Maturę zdała w dniu 12 czerwca 1928 roku. Miała wykształcenie niepełne wyższe, studiowała na Uniwersytecie Jagiellońskim w Krakowie najpierw historię sztuki, by po roku porzucić ten kierunek na rzecz prawa. Przed wojną wraz z mężem Erwinem Szancerem (1910–2006) mieszkali w Kętach w województwie krakowskim.
Czas okupacji spędziła na aryjskich papierach.
Po wojnie Szancerowie przebywali w Łagiewnikach, Bytomiu, następnie przeprowadzili się do Warszawy. Pracowała w Ministerstwie Kultury i Sztuki. Była zastępczynią dyrektora w Centralnym Zarządzie Instytucji Sztuk Plastycznych, utworzonym w 1951 roku, którego dyrektorem był Lucjan Motyka. Włodzimierz Sokorski tak opisywał charakter CZISP: „obejmujący swoim zakresem zarówno galerie sztuki, organizację wystaw, jak i merytoryczne kierownictwo przedsiębiorstwami w rodzaju »Desy«, CBWA oraz Państwowych i Spółdzielczych Pracowni Plastycznych”. 1 kwietnia 1954 roku została powołana na dyrektorkę Centralnego Biura Wystaw Artystycznych „Zachęta”, zastępując na tym stanowisku Armanda Vetulaniego.
19 stycznia 1955 na wniosek Ministra Kultury i Sztuki została odznaczona Medalem 10-lecia Polski Ludowej.
Odeszła na emeryturę z dniem 28 lutego 1969 roku. Na fali wydarzeń Marca 1968 roku stracił pracę jej mąż, Erwin (był wicedyrektorem Zespołu Ekspertów dla Oceny Projektów Inwestycyjnych). Zdecydowali się na emigrację i 22 czerwca 1971 roku opuścili Polskę. Zamieszkali w Jülich nieopodal Akwizgranu. W czasie emigracji utrzymywała kontakt z polskim środowiskiem artystycznym, w szczególności krakowskim. Korespondowała z Erną Rosenstein, w Jülich odwiedzała ją Wisława Szymborska i Kornel Filipowicz, Barbara Czałczyńska, Helena Kęszycka.
Zmarła 31 stycznia 2005 roku, Erwin Szancer w roku następnym. Pochowani są na cmentarzu żydowskim w Akwizgranie (Lütticher Strasse).